# Kooperatsiya-Piedmont-Gletscher
Der Kooperatsiya-Piedmont-Gletscher ist ein Vorlandgletscher an der Oates-Küste des ostantarktischen Viktorialands. Er liegt auf der Südwestseite des Yermak Point am Ufer der Rennick Bay.
Teilnehmer der Zweiten Sowjetischen Antarktisexpedition (1956–1958), die das Gebiet 1958 fotografierten, benannten den westlichen Teil der heutigen Rennick-Bay als Saliw Kooperazija (russisch Залив Кооперация ‚Genossenschaftsbucht‘). Das Advisory Committee on Antarctic Names behielt 1964 aus historischen Gründen die ursprüngliche Bezeichnung der Bucht und übertrug den russischen Namen auf den Gletscher. Namensgeber war das sowjetische Forschungsschiff Kooperatsiya.